# Xã Pilot Grove, Quận Hancock, Illinois
Xã Pilot Grove (tiếng Anh: Pilot Grove Township) là một xã thuộc quận Hancock, tiểu bang Illinois, Hoa Kỳ. Năm 2010, dân số của xã này là 280 người.